# Metoik
En metoik var en fremmed person (f.eks. en købmand), der levede som fri ikke-borger i det gamle Athen (ca. 5. årh. f.v.t.).
De måtte ikke besidde jord/grundejendom eller indgå ægteskab med athenske borgere, og de skulle have en værge (athensk borger), som kunne repræsentere dem over for andre borgere.
De skulle betale årlig afgift (som skat): 12 drakmer for mænd, 6 for kvinder (straffen for overtrædelse var salg som slave!), og skulle på lige fod med borgere deltage i landets forsvar.
Metoikere kunne ved folkesamlingen blive ophøjet til isotelerne. Derved fritog man personen for at betale skat, samt for at have en værge, ligesom vedkommende nu kunne erhverve jord.